# DavidsTea
Les thés DavidsTea est une entreprise de thé ayant son siège social à Montréal, Canada. À la suite de l'appel public à l’épargne de l'entreprise, les actions ordinaires sont négociées à la cote du NASDAQ Global Market depuis le 5 juin 2015.

## Histoire
Fondée le 15 avril 2008 à Montréal par deux cousins, David Segal et Herschel Segal, l'entreprise ouvre sa première boutique la même année à Toronto. En 2009, ouverture de la première boutique à Montréal. En 2010, ouverture multiples dans différentes provinces canadiennes. En juillet 2011, ouverture de la 50e boutique à Waterloo en Ontario. En novembre 2011, ouverture de la première boutique à New York aux États-Unis. En 2012, l'entreprise possède plus de 200 boutiques à travers le Canada et les États-Unis.
En 2014, Sylvain Toutant, ancien président de Van Houtte, est nommé président de l'entreprise.
Le 14 juin 2018, Joel Silver démissionne de son poste de président et chef de la direction, après que les actionnaires eurent élu un nouveau groupe d'administrateurs à la tête de l'entreprise, incluant Herschel Segal, l'un des fondateurs.
En juin 2020, à la suite de la pandémie de Covid-19, l'entreprise annonce fermer 124 boutiques, pour retomber au nombres de 18 boutiques au total, au Canada. Cela inclut aussi la fermeture de toutes ces boutiques américaines.l'entreprise a annoncé que l'entreprise pourrait poursuivre une restructuration officielle.
En juin 2021, l'entreprise annonce qu'elle a remboursé et se sort de la LACC (Loi sur les arrangements avec les créanciers des compagnies), en proposant une restructuration de sa compagnie, ainsi qu'un remboursement total de ses dettes.
En novembre 2021, la compagnie annonce ouvrir 6 boutiques éphémères, pendant le temps des fêtes : 3 au Québec, 1 en Ontario, 1 en Alberta et 1 au Nouveau-Brunswick. Les thés Davidstea décide de garder la boutique éphémère du Centre Eaton de Montréal, ouverte.
En septembre 2024, la compagnie rouvre une toute nouvelle boutique, dans le nouveau centre commercial Royalmount, à Montréal. Il s'agit de la première réouverture de boutique, depuis la restructuration. Une deuxième est annoncée, pour novembre 2024, au Centre Eaton de Montréal.
Aujourd'hui, la compagnie comprend 19 boutiques ouvertes dans tout le Canada, ainsi que son site internet en activité au Canada et aux États-Unis d’Amérique.

## Haute direction
- Sarah Segal - Chef de la direction et chef de la marque
- Frank Zittela - Président, chef de l'exploitation et chef de la direction financière